# Roberto Gayón
Roberto Gayón (ur. 1 stycznia 1905 w San José, zm. ?) – meksykański piłkarz, reprezentant kraju, grający na pozycji napastnika. 

## Kariera piłkarska
Gayón podczas swojej kariery piłkarskiej reprezentował barwy klubu Club América. 
W 1930 został powołany przez trenera Juana Luque de Serrallongę na Mistrzostwa Świata. Zagrał tam w dwóch spotkaniach z Chile i Argentyną, w którym to meczu w 75. minucie zdobył bramkę. Były to jedyne mecze Gayóna w reprezentacji Meksyku. 
| Mecze i gole w reprezentacji | Mecze i gole w reprezentacji | Mecze i gole w reprezentacji | Mecze i gole w reprezentacji | Mecze i gole w reprezentacji | Mecze i gole w reprezentacji | Mecze i gole w reprezentacji |
| #                            | Data                         | Miasto                       | Przeciwnik                   | Gol                          | Wynik                        | Rozgrywki                    |
| ---------------------------- | ---------------------------- | ---------------------------- | ---------------------------- | ---------------------------- | ---------------------------- | ---------------------------- |
| 1.                           | 16.07.1930                   | Montevideo                   | Chile                        |                              | 0:3                          | MŚ 1930                      |
| 2.                           | 19.07.1930                   | Montevideo                   | Argentyna                    | Gol                          | 3:6                          | MŚ 1930                      |